# Thảm sát Lữ Thuận

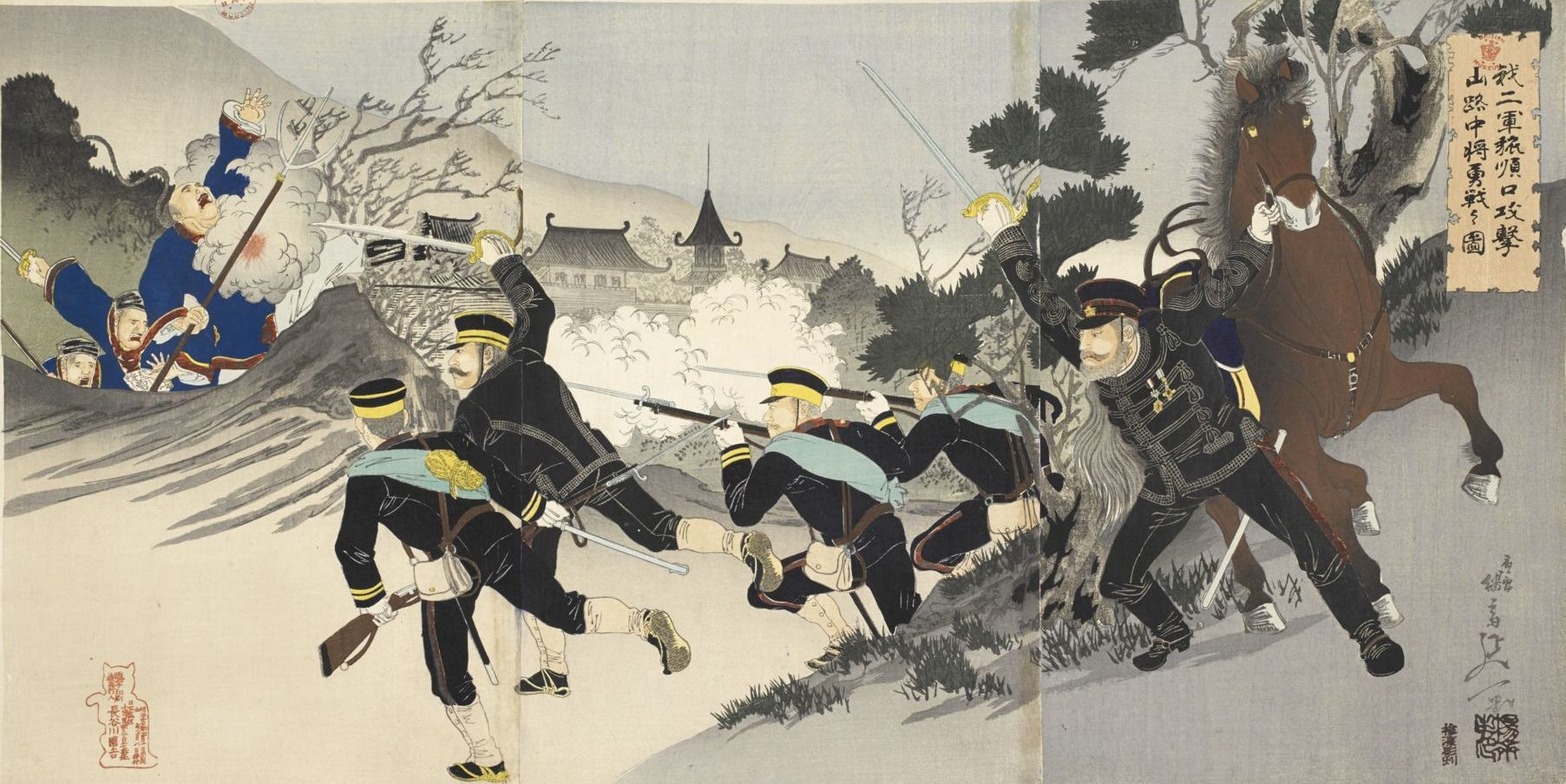
Trung tướng Yamaji chỉ huy cuộc tấn công cảng Lữ Thuận (tranh vẽ bởi Nobukazu Yōsai, 1894

Thảm sát Lữ Thuận hay Thảm sát Port Arthur diễn ra trong chiến tranh Trung-Nhật lần thứ nhất từ ngày 21 tháng 11 năm 1894 trong hai hoặc ba ngày, khi các đơn vị của Sư đoàn 1 dưới quyền chỉ huy của Trung tướng Yamaji (1841–1897) đã thảm sát khoảng 20.000 quân nhân Trung Quốc và dân thường tại thành phố hải cảng Trung Quốc Cảng Arthur (nay là Lữ Thuận Khẩu). Các báo cáo tương tự, bao gồm một số tài liệu của Nhật Bản, cho rằng có tới 60.000 người thiệt mạng, mặc dù một số tài liệu đương thời về cuộc chiến ước tính tổng dân số của Port Arthur là 13.000 người (6.000 ngoại trừ binh lính đồn trú).

### Trích dẫn
- Lone, Stewart (1994). Japan's First Modern War: Army and Society in the Conflict with China, 1894–95. Palgrave Macmillan UK. ISBN 978-0-230-38975-5.
- Olender, Piotr (2014). Sino-Japanese Naval War 1894–1895. MMPBooks. ISBN 978-83-63678-51-7.
- Paine, S. C. M. (2005). The Sino-Japanese War of 1894–1895: Perceptions, Power, and Primacy. Cambridge University Press. ISBN 978-0-521-61745-1.